# James Toseland
James Toseland, punog imena James Michael Toseland (Doncaster, Južni Yorkshire, regija Yorkshire i Humber, Engleska, Ujedinjeno Kraljevstvo , 5. listopada 1980.), bivši britanski vozač motociklističkih utrka, te također TV-komentator, rock-glazbenik te voditelj miotociklističke momčadi.. 

## Uspjesi u prvenstvima
Svjetsko prvenstvo - Superbike
- prvak: 2004., 2007.
- drugoplasirani: 2006.
- trećeplasirani: 2003.

Britansko prvenstvo – Supersport 
- trećeplasirani: 1997.

Junior Road Race Championship
- prvak: 1995.

Honda CB 500 Cup (UK)
- prvak: 1997.

## Vanjske poveznice
- (engl.) jamestoseland.com, wayback arhiva
- (engl.) jamestoseland.com, wikiwix arhiva
- (engl.) toselandmusic.com
- (engl.) motogp.com, James Toseland
- (engl.) worldsbk.com, James Toseland
- (engl.) discogs.com, James Toseland
- (engl.) musicbrainz.org, James Toseland